# Liste der Bodendenkmäler in Aschaffenburg
Auf dieser Seite sind die Bodendenkmäler in der unterfränkischen kreisfreien Stadt Aschaffenburg zusammengestellt. Diese Tabelle ist eine Teilliste der Liste der Bodendenkmäler in Bayern. Grundlage ist die Bayerische Denkmalliste, die auf Basis des Bayerischen Denkmalschutzgesetzes vom 1. Oktober 1973 erstmals erstellt wurde und seither durch das Bayerische Landesamt für Denkmalpflege geführt wird. Die folgenden Angaben ersetzen nicht die rechtsverbindliche Auskunft der Denkmalschutzbehörde.

## Bodendenkmäler der Gemeinde Aschaffenburg

### Bodendenkmäler im Ortsteil Aschaffenburg
| Lage                     | Objekt | Akten-Nr.     | Bild |
| ------------------------ | --- | ------------- | ---- |
| Aschaffenburg (Standort) | Siedlung der Hallstattzeit sowie Bestattungsplatz der Völkerwanderungszeit und vermutlich der Merowingerzeit. | D-6-6020-0002 |      |
| Aschaffenburg (Standort) | Untertägige Bauteile des frühneuzeitlichen Schlosses Johannisburg von Aschaffenburg sowie Befunde von Wohn-, Wirtschafts- und Befestigungsbauten mittelalterlicher Vorgängeranlagen. | D-6-6020-0003 |      |
| Aschaffenburg (Standort) | Untertägige Bauteile der hoch- und spätmittelalterlichen Katholischen Stiftskirche St. Peter und Alexander von Aschaffenburg und der ehemalige Bauten des Kollegiatstifts, Befunde früh- und hochmittelalterlicher Vorgängerbauten und Körpergräber des Mittelalters und der frühen Neuzeit.                                           | D-6-6020-0004 |      |
| Aschaffenburg (Standort) | Bestattungsplatz der Hallstattzeit. | D-6-6020-0013 |      |
| Aschaffenburg (Standort) | Untertägige Bauteile der frühneuzeitlichen Katholischen Pfarrkirche zu Unserer Lieben Frau (Muttergottespfarrkirche) von Aschaffenburg mit Befunden von Vorgängerbauten des hohen und späten Mittelalters, Befunden im Bereich der ehemalige Friedhofskapelle St. Michael sowie Körpergräbern des Mittelalters und der frühen Neuzeit. | D-6-6020-0136 |      |
| Aschaffenburg (Standort) | Untertägige Fundamente der abgegangenen mittelalterlichen und frühneuzeitlichen Mainbrücke von Aschaffenburg. | D-6-6020-0164 |      |
| Aschaffenburg (Standort) | Untertägige Teile der hochmittelalterlichen bis frühneuzeitlichen Stadtbefestigungen der Oberstadt von Aschaffenburg sowie vermutlich Befunde von vor- und frühgeschichtlichen Vorgängeranlagen. | D-6-6020-0166 |      |
| Aschaffenburg (Standort) | Untertägige Teile der spätmittelalterlichen bis frühneuzeitlichen Stadtbefestigungen der Unterstadt von Aschaffenburg. | D-6-6020-0167 |      |
| Aschaffenburg (Standort) | Untertägige Siedlungsteile vorgeschichtlicher Zeitstellung sowie des Mittelalters und der frühen Neuzeit im Bereich der Oberstadt von Aschaffenburg. | D-6-6020-0168 |      |
| Aschaffenburg (Standort) | Untertägige Siedlungsteile des Mittelalters und der frühen Neuzeit im Bereich der Unterstadt von Aschaffenburg. | D-6-6020-0169 |      |
| Aschaffenburg (Standort) | Untertägige Siedlungsteile des Mittelalters und der frühen Neuzeit im Bereich der Fischervorstadt von Aschaffenburg. | D-6-6020-0170 |      |
| Aschaffenburg (Standort) | Untertägige Teile der hoch- bis spätmittelalterlichen Katholischen Pfarrkirche St. Agatha von Aschaffenburg sowie Körpergräber des Mittelalters und der frühen Neuzeit. | D-6-6020-0171 |      |
| Aschaffenburg (Standort) | Untertägige Bauteile der frühneuzeitlichen Katholischen Sandkirche von Aschaffenburg sowie Befunde eines Vorgängerbaus des 16. Jahrhunderts. | D-6-6020-0172 |      |
| Aschaffenburg (Standort) | Untertägige Teile der frühneuzeitlichen Kirchenruine zum Heiligen Grabe von Aschaffenburg sowie Fundamente abgegangener Konventbauten des Beginenklosters. | D-6-6020-0173 |      |
| Aschaffenburg (Standort) | Untertägige Bauteile der frühneuzeitlichen Klosterkirche sowie Fundamente der zugehörigen Konventsbauten im Bereich des Kapuzinerklosters von Aschaffenburg. | D-6-6020-0174 |      |
| Aschaffenburg (Standort) | Untertägige Teile der ehemalige frühneuzeitlichen Jesuitenkirche (Studienkirche) Hl. Dreifaltigkeit von Aschaffenburg sowie der angrenzenden Kollegiengebäude. | D-6-6020-0175 |      |
| Aschaffenburg (Standort) | Bestattungsplatz vermutlich des Neolithikums. | D-6-6020-0235 |      |

### Bodendenkmäler im Ortsteil Damm
| Lage            | Objekt | Akten-Nr.     | Bild |
| --------------- | --- | ------------- | ---- |
| Damm (Standort) | Bestattungsplatz mit Grabhügeln vorgeschichtlicher Zeitstellung.                                              | D-6-5920-0002 |      |
| Damm (Standort) | Bestattungsplatz mit Grabhügeln vorgeschichtlicher Zeitstellung.                                              | D-6-5920-0003 |      |
| Damm (Standort) | Bestattungsplatz mit Grabhügeln vorgeschichtlicher Zeitstellung.                                              | D-6-5920-0155 |      |
| Damm (Standort) | Bestattungsplatz mit Grabhügeln vorgeschichtlicher Zeitstellung.                                              | D-6-5920-0156 |      |
| Damm (Standort) | Bestattungsplatz mit Grabhügeln vorgeschichtlicher Zeitstellung.                                              | D-6-6020-0005 |      |
| Damm (Standort) | Bestattungsplatz mit Grabhügeln vorgeschichtlicher Zeitstellung.                                              | D-6-6020-0006 |      |
| Damm (Standort) | Siedlung vorgeschichtlicher Zeitstellung, vermutlich der Hallstattzeit.                                       | D-6-6020-0076 |      |
| Damm (Standort) | Bestattungsplatz der späten Bronzezeit, der Urnenfelderzeit und der frühen Hallstattzeit.                     | D-6-6020-0077 |      |
| Damm (Standort) | Bestattungsplatz mit Grabhügel vorgeschichtlicher Zeitstellung.                                               | D-6-6020-0233 |      |
| Damm (Standort) | Befunde von Vorgängerbauten und untertägige Teile der ehemalige Michaeliskapelle der frühen Neuzeit von Damm. | D-6-6020-0236 |      |

### Bodendenkmäler im Ortsteil Gailbach
| Lage                | Objekt                                                          | Akten-Nr.     | Bild |
| ------------------- | --------------------------------------------------------------- | ------------- | ---- |
| Gailbach (Standort) | Fundamente der ehemalige frühneuzeitlichen Kirche von Gailbach. | D-6-6021-0056 |      |

### Bodendenkmäler im Ortsteil Leider
| Lage              | Objekt | Akten-Nr.     | Bild |
| ----------------- | --- | ------------- | ---- |
| Leider (Standort) | Bestattungsplatz des Endneolithikums. | D-6-6020-0001 |      |
| Leider (Standort) | Bestattungsplatz der Latènezeit und Siedlung der Merowingerzeit. | D-6-6020-0008 |      |
| Leider (Standort) | Bestattungsplatz der Merowingerzeit. | D-6-6020-0009 |      |
| Leider (Standort) | Siedlung der älteren Latènezeit. | D-6-6020-0010 |      |
| Leider (Standort) | Siedlung der älteren Latènezeit. | D-6-6020-0011 |      |
| Leider (Standort) | Grabenanlage vor- und frühgeschichtlicher Zeitstellung. | D-6-6020-0134 |      |
| Leider (Standort) | Bestattungsplatz mit verebneten Grabhügeln vorgeschichtlicher Zeitstellung. | D-6-6020-0146 |      |
| Leider (Standort) | Untertägige Teile der ehemalige spätmittelalterlichen bis frühneuzeitlichen Siechenhauskapelle von Leider.                                                                                      | D-6-6020-0176 |      |
| Leider (Standort) | Untertägige Teile der spätmittelalterlichen bis frühneuzeitlichen ehemalige Laurentiuskapelle, heute Evangelisch-Lutherischen Lukaskirche von Leider; mit ehemalige Kirchhof.                   | D-6-6020-0192 |      |
| Leider (Standort) | Befunde mittelalterlicher Vorgängeranlagen und untertägige Teile der frühneuzeitlichen Katholischen Kapelle St. Kilian, ehemalige St. Dionys, vermutlich ehemalige Kirche der Wüstung Nilkheim. | D-6-6020-0194 |      |
| Leider (Standort) | Mittelalterliche und frühneuzeitliche Wüstung Nilkheim. Siehe auch: Nilkheim | D-6-6020-0195 |      |

### Bodendenkmäler im Ortsteil Obernau
| Lage               | Objekt | Akten-Nr.     | Bild |
| ------------------ | --- | ------------- | ---- |
| Obernau (Standort) | Bestattungsplatz der Urnenfelderzeit, der jüngeren Latènezeit und der späten römischen Kaiserzeit sowie der Merowingerzeit.                            | D-6-6020-0012 |      |
| Obernau (Standort) | Bestattungsplatz der Merowingerzeit. | D-6-6020-0029 |      |
| Obernau (Standort) | Bestattungsplatz mit Grabhügel vorgeschichtlicher Zeitstellung.                                                                                        | D-6-6020-0034 |      |
| Obernau (Standort) | Untertägige Siedlungsteile des Mittelalters und der frühen Neuzeit von Obernau, innerhalb der ehemalige spätmittelalterlichen Ortsbefestigung.         | D-6-6020-0190 |      |
| Obernau (Standort) | Untertägige Bauteile der frühneuzeitlichen Katholischen Pfarrkirche St. Peter und Paul von Obernau sowie Fundamente mittelalterlicher Vorgängerbauten. | D-6-6020-0191 |      |
| Obernau (Standort) | Untertägige Teile der spätmittelalterlichen Ortsbefestigung von Obernau.                                                                               | D-6-6020-0207 |      |

### Bodendenkmäler im Ortsteil Schweinheim
| Lage                   | Objekt | Akten-Nr.     | Bild |
| ---------------------- | --- | ------------- | ---- |
| Schweinheim (Standort) | Bestattungsplatz mit Grabhügeln vorgeschichtlicher Zeitstellung.                                                                                | D-6-6021-0002 |      |
| Schweinheim (Standort) | Siedlung des Neolithikums. | D-6-6021-0051 |      |
| Schweinheim (Standort) | Fundamente von mittelalterlichen und frühneuzeitlichen Vorgängerbauten der neuzeitlichen Katholischen Pfarrkirche Mariä Geburt von Schweinheim. | D-6-6021-0057 |      |